# جزيرة أوباك الكبرى
جزيرة أوباك الكبرى وهي جزيرة من جزر إندونيسيا، وتقع في بولاو سيريبو إقليم جاكارتا.